# Giao hưởng số 3 (Mendelssohn)

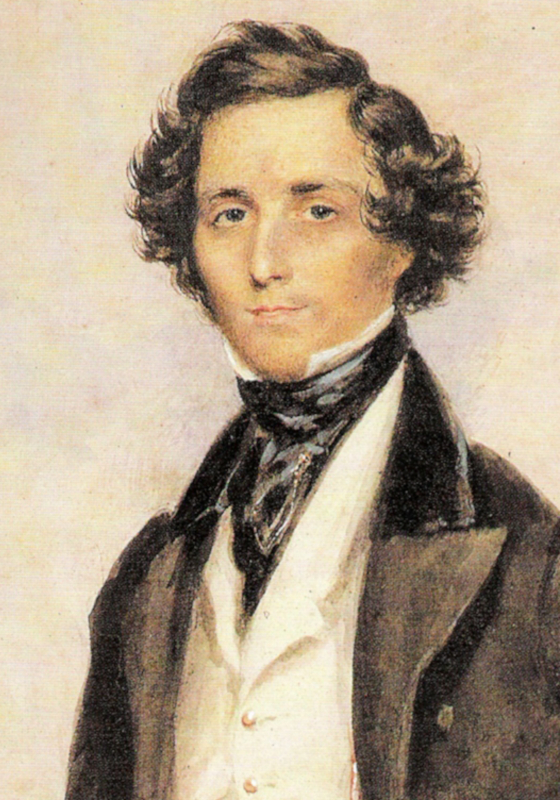
Chân dung Mendelssohn của nhà tiểu họa người Anh James Warren Childe (1778-1862), 1839

Giao hưởng số 3 giọng La thứ, Op.56, cũng được biết đến với tên Scottish, là một bản giao hưởng nổi tiếng của Mendelssohn, sáng tác vào giữa năm 1829 và 1842.

## Lịch sử

### Sáng tác
Mendelssohn có một mối quan hệ mật thiết với nước Anh. Năm 1829, trong chuyến đi tới Anh đầu tiên trong đời, ông đã có cảm hứng muốn viết một bản giao hưởng. Sau một chuỗi các buổi biểu diễn thành công ở London, Mendelssohn tham gia vào một chuyến du lịch đi bộ với bạn đồng hành Karl Klingermann. Ngày 30 tháng 7, Mendelssohn đến thăm di tích của nhà nguyện Holyrood Palace ở Edinburgh, nơi ông có ý tưởng đầu tiên về tác phẩm. Ông mô tả những trải nghiệm ở một bức thư, trong đó bao gồm phác thảo của chủ đề mở đầu. Mendelssohn và bạn đồng hành sau đó tới thăm Staffa, nơi ông có cảm hứng cho tác phẩm the Hebrides, một nhiệm vụ khiến ông bận rộn cho tới khi nó được hoàn thành năm 1830.
Sau khi hoàn thành the Hebrides, Mendelssohn tiếp tục công việc với những phác thảo ban đầu mà về sau trở thành giao hưởng số 3 trong chuyến đi đến Italia. Tuy vậy, Mendelssohn phải đấu tranh để tiếp tục tiến độ, và sau năm 1831 ông gạt tác phẩm sang một bên.
Mendelssohn trở lại với tác phẩm năm 1841 và hoàn thành nó ở Berlin vào ngày 20 tháng 1 năm 1842. Mặc dù nó là bản giao hưởng thứ năm và cuối cùng mà Mendelssohn hoàn thành, nó là bản thứ ba được in, vào sau đó được biết đến là giao hưởng số 3.

### Ra mắt
Tác phẩm được biểu diễn lần đầu tiên vào ngày 3 tháng 3 năm 1842 tại Leipzig.

## Nhạc khí
Hai flute, hai oboe, hai clarinet giọng Si giáng và La, hai bassoon, hai horn giọng Đô và La, hai horn giọng Mi, Fa và Rê, hai trumpet giọng Rê, timpani và bộ dây.

## Cấu trúc
Tác phẩm gồm bốn chương, thứ tự là:
1. Andante con moto — Allegro un poco agitato
2. Vivace non troppo (Fa trưởng)
3. Adagio (La trưởng)
4. Allegro vivacissimo — Allegro maestoso assai (La thứ → La trưởng)

Tác phẩm chứa đựng đa dạng cảm xúc, bao gồm chương một hùng vĩ, một chương hai khá ngắn và đầy vui nhộn, một chương chậm mang trong đó một cuộc tranh đấu rõ rệt giữa tình yêu và số phận, và một chương cuối lấy chất liệu từ âm nhạc vũ khúc dân gian Scotland. Chương hai sống động giàu điệu tính và nhịp tính trong phong cách nhạc dân gian Scotland. Một sự đặc biệt nằm ở đoạn kết của chương cuối, nơi Mendelssohn giới thiệu một chủ đề Đức tráng lệ hoàn toàn mới để kết thúc tác phẩm trong một cảm xúc khác hẳn với các phần còn lại của chương.